# Werner Hinterauer
Werner Hinterauer (* 8. Dezember 1917 in Dornbirn; † 11. Dezember 2013) war ein österreichischer Jurist und Höchstrichter. Hinterauer war ab 1962 Präsidialvorstand des österreichischen Verwaltungsgerichtshofs und von 1979 bis 1987 Mitglied des Verfassungsgerichtshofs.

## Ausbildung
Werner Hinterauer wurde am 8. Dezember 1917 in einfachen Verhältnissen als zweites von sechs Kindern eines Huf- und Wagenschmieds in Dornbirn im österreichischen Bundesland Vorarlberg geboren. Er besuchte die Volksschule in Dornbirn-Oberdorf und trat im April 1929 in das Progymnasium am Benediktinermissionskloster St. Ottilien im bayerischen Landsberg am Lech ein. Ab der fünften Klasse besuchte Hinterauer das Bundesgymnasium Bregenz, wo er 1937 maturierte. Danach begann er im Herbst 1937 an der Universität Innsbruck das Studium der Rechtswissenschaften. Bedingt durch seine Pro-Österreichische Einstellung, die den ab 1938 nach dem „Anschluss Österreichs“ an das Deutsche Reich regierenden Nationalsozialisten ein Dorn im Auge war, musste er seinen Studienort im Frühjahr 1939 nach Wien verlegen. Dort legte er noch kurz vor der Einberufung zum Wehrdienst im Jahr 1940 die erste Staatsprüfung ab.
Mit 10. März 1940 wurde Hinterauer in der Folge zum Wehrdienst in der Wehrmacht einberufen und musste eine militärische Ausbildung in Znaim absolvieren. Anschließend nahm er mit seiner Einheit am Westfeldzug in Frankreich teil. Als er schließlich an die Ostfront versetzt wurde, wurde er am 13. Juli 1943 durch ein sowjetisches Artilleriegeschoß schwer verwundet und verlor dabei seinen rechten Arm. Bereits am 1. Oktober 1943 konnte er dadurch – während des Genesungsurlaubs – sein Studium in Wien fortsetzen. Im Jänner 1945 wurde er mit einer Dissertation zum Thema Die Entstehung der Salzburger Ministerialität an der Universität Wien zum Doktor der Rechte (Dr. iur.) promoviert. Zuvor war Hinterauer bereits im Sommer 1944 als „kriegsverwendungsunfähig 2“ aus dem Wehrdienst entlassen worden. Seine Gerichtspraxis absolvierte Hinterauer in der Folge bis zum Mai 1945 als Referendar und Assessor am Amtsgericht Dornbirn.

## Beruflicher Werdegang
Nach der Befreiung Österreichs durch die Alliierten im Mai 1945 bewarb sich Werner Hinterauer zum Beginn der Besatzungszeit als Leiter des Vorarlberger Landesinvalidenamts. Diese Stelle trat er am 1. Februar 1946 zunächst provisorisch an. 1949 wurde er in der Folge förmlich zum Amtsvorstand ernannt. Ende des Jahres 1960 bewarb sich Hinterauer beim Verwaltungsgerichtshof in Wien als Hofrat, also als Verwaltungsrichter, und wurde im März 1961 zum solchen bestellt. Am Verwaltungsgerichtshof wurde er wiederum zunächst den beiden Senaten zugeteilt, die sich mit Kriegsopferangelegenheiten beschäftigten. Hinterauer stieg schnell zum Senatspräsidenten des Verwaltungsgerichtshofs auf und wurde schließlich im Herbst 1962 vom Präsidenten des Verwaltungsgerichtshofs zum Präsidialvorstand, der den Präsidenten in der Justizverwaltung zu unterstützen hatte, ernannt. Er blieb in der Folge am Verwaltungsgerichtshof tätig bis zum Jahr 1982.
Im Jahr 1969 wurde Werner Hinterauer vom Bundespräsidenten zum Ersatzmitglied des Verfassungsgerichtshofs bestellt. Am 15. Dezember 1979 wurde er schließlich mit Wirksamkeit vom 1. Jänner 1980 zum Mitglied des VfGH ernannt, was er selbst später als „Höhepunkt meiner richterlichen Laufbahn“ bezeichnete. Am Verfassungsgerichtshof wurde er mit 1. Jänner 1983 auch zu einem der ständigen Referenten gewählt, was er bis zu seinem altersbedingten Ausscheiden aus dem VfGH am 31. Dezember 1987 blieb. Im Jänner 1984 wurde Hinterauer noch zum Ersatzrichter des Liechtensteinischen Staatsgerichtshofs ernannt.

## Privatleben
Werner Hinterauer heiratete im Jahr 1949 in Schwarzenberg Gertrude Obexer, mit der er in den Jahren 1950, 1953 und 1964 drei gemeinsame Kinder bekam.
Er war Mitglied der katholischen Studentenverbindungen KÖHV Leopoldina Innsbruck (seit 1937) und KHV Babenberg Wien im ÖCV.

## Auszeichnungen
- Großes Silbernes Ehrenzeichen für Verdienste um die Republik Österreich (1972)
- Großes Goldenes Ehrenzeichen für Verdienste um die Republik Österreich (1978)
- Großes Silbernes Ehrenzeichen mit dem Stern für Verdienste um die Republik Österreich (1983)
- Silbernes Ehrenzeichen des Landes Vorarlberg (1978)
- Verleihung des Berufstitels Professor (1988)